# Jacques Dominati
Pour les articles homonymes, voir Dominati.
 (juin 2009).
Si vous disposez d'ouvrages ou d'articles de référence ou si vous connaissez des sites web de qualité traitant du thème abordé ici, merci de compléter l'article en donnant les références utiles à sa vérifiabilité et en les liant à la section « Notes et références ».
Jacques Dominati, né le 11 mars 1927 à Ajaccio (Corse) où il est mort le 8 septembre 2016,, est un homme politique français.
Fondateur des Républicains Indépendants, avec Valéry Giscard d'Estaing, dont il est secrétaire général de 1974 à 1977, membre de l'UDF à partir de 1978, puis de l'UMP, il est député de l'ancienne deuxième circonscription de Paris de 1967 à 1981 puis de 1982 à 1986, puis député de la première circonscription de Paris de 1986 à 1993, et préside la commission productions et échanges de l'Assemblée nationale de 1986 à 1988.
Il est également président du Conseil de Paris en 1974, secrétaire d'État auprès du Premier ministre du 29 mars 1977 au 22 mai 1981, maire du 3e arrondissement de Paris de 1983 à 1995, adjoint de Jacques Chirac puis de Jean Tiberi à la mairie de Paris, et sénateur de Paris de 1995 à 2004.

## Biographie
Jacques Dominati naît à Ajaccio le 11 mars 1927, d'une famille originaire du village de Levie[réf. souhaitée]. Son père, Bonaventure Dominati[réf. souhaitée], officier français, meurt en 1929 et laisse Jacques orphelin à l'âge de deux ans. Il est alors élevé par sa mère et sa grand-mère[réf. souhaitée].
Après avoir participé à des mouvements de résistance contre les Italiens, ces derniers se rallient à la résistance corse contre les occupants Allemands durant la Seconde Guerre mondiale, notamment dans les 3 jours de combats de Levie en septembre 1943, alors qu'il est âgé de 16 ans seulement[réf. nécessaire].
En 1946, il est atteint de tuberculose et doit quitter la Corse pour être soigné dans un sanatorium de Grenoble, le "Sanatorium des Etudiants", à Saint-Hilaire du Touvet (38).
Étudiant à Grenoble, il devient responsable des étudiants RPF et rencontre André Malraux. Ce dernier le fait ensuite travailler auprès de lui à Paris où il poursuit ses études et s'engage de plus en plus en politique et devient journaliste au Parisien libéré. Il participe aussi à la Corpo de droit, où il se lie d'amitié avec Jean-Marie Le Pen.
Secrétaire national des étudiants RPF (Rassemblement du peuple français) de Charles de Gaulle, il devient le collaborateur de Jacques Soustelle, secrétaire général du RPF. Il est élu à son premier mandat, au Conseil de Paris, en 1959. Fidèle à Jacques Soustelle et à son engagement pour l'Algérie française, il est exclu de l'UNR. Il se retrouve avec les indépendants et participe à la Fondation des républicains indépendants avec Valéry Giscard d'Estaing, Michel Poniatowski, Alain Griotteray et Michel d'Ornano.
Réélu au Conseil de Paris, il milite pour une réforme du statut de la capitale permettant l'élection d'un maire à Paris. Valéry  Giscard d'Estaing élu président, la réforme sera votée en 1976. Entre-temps, Jacques Dominati aura été élu président du Conseil de Paris (1974-1975) et sera secrétaire général des Républicains indépendants. Naturellement candidat au nouveau poste de maire de Paris, il n'obtiendra pas le soutien du président de la République qui lui préférera Michel d'Ornano, en raison de l'hostilité de certains gaullistes parisiens qui feront appel à Jacques Chirac en mars 1977.
Élu député de Paris en 1967, réélu en 1968 et 1973, il est nommé après la « bataille de Paris » en 1977 secrétaire d'État auprès du Premier ministre, chargé de la fonction publique. En 1980, il participe à Toulon à une cérémonie à la mémoire des « martyrs de l'Algérie française », ce qui provoque les protestations des députés RPR. Il est l'auteur de la loi sur l'accès aux documents administratifs (CADA) (loi du 17 juillet 1978) 
Battu en 1981, il revient à l'Assemblée nationale en 1982 à l'occasion d'une élection partielle, il sera réélu jusqu’en 1993. Comme président de l'UDF Paris, il passera un accord d'union avec Jacques Chirac et le RPR pour les élections municipales qui garantira l'union de la droite et du centre jusqu'en 2001. Élu maire du troisième arrondissement de Paris en 1983, il sera réélu en 1989, mais il perdra la mairie en 1995. Il sera adjoint de Jacques Chirac à la mairie de Paris de 1983 à 1995, puis de Jean Tibéri, qu'il soutiendra lors du « putsch » interne qui provoquera la division de la droite et la perte de la Ville pour la majorité chiraquienne en 2001.
Jacques Dominati est un proche de Charles Pasqua. Il fut l'un des dirigeants de son éphémère association, Solidarité et Défense des Libertés.
Retiré de la vie politique en 2002, il restait mis en examen dans l'affaire des faux électeurs du 3e arrondissement : il sera relaxé le 19 décembre 2006, par la 16e chambre du tribunal correctionnel de Paris présidée par Jean-Claude Kross, tandis que huit autres des 14 prévenus, sont condamnés.
Il est le père de Philippe Dominati (sénateur), Laurent Dominati (député et ambassadeur) et Isabelle Miller (écrivain).